# Grande moschea di Xi'an
La Grande Moschea di Xi'an, situata vicino alla Torre del Tamburo, al numero 3' di via Haujue di Xi'an, nella provincia Shaanxi, Cina. La moschea copre un'area di 12.000 metri quadrati.

## Storia
È la più antica e una delle più rinomate moschee del paese, fondata nel 742. Tuttavia, la maggior parte dell'attuale Grande Moschea di Xi'an fu costruita durante la dinastia Ming e ulteriormente ampliata durante la dinastia Qinq.
È stata costruita e ristrutturata nelle epoche successive (in particolare durante il regno dell'imperatore Zhu Yuanzhang della dinastia Ming). Rimane un popolare sito turistico di Xi'an ed è ancora oggi usata dai musulmani cinesi (principalmente dal popolo Hui) come luogo di culto. A differenza della maggior parte delle moschee del Medio Oriente e dei paesi arabi, la Grande Moschea di Xi'an nella sua costruzione e nella sua architettura ha seguito uno stile completamente cinese, tranne per alcune lettere arabe e decorazioni, la moschea non ha né cupole né minareti in stile tradizionale.

## Galleria d'immagini

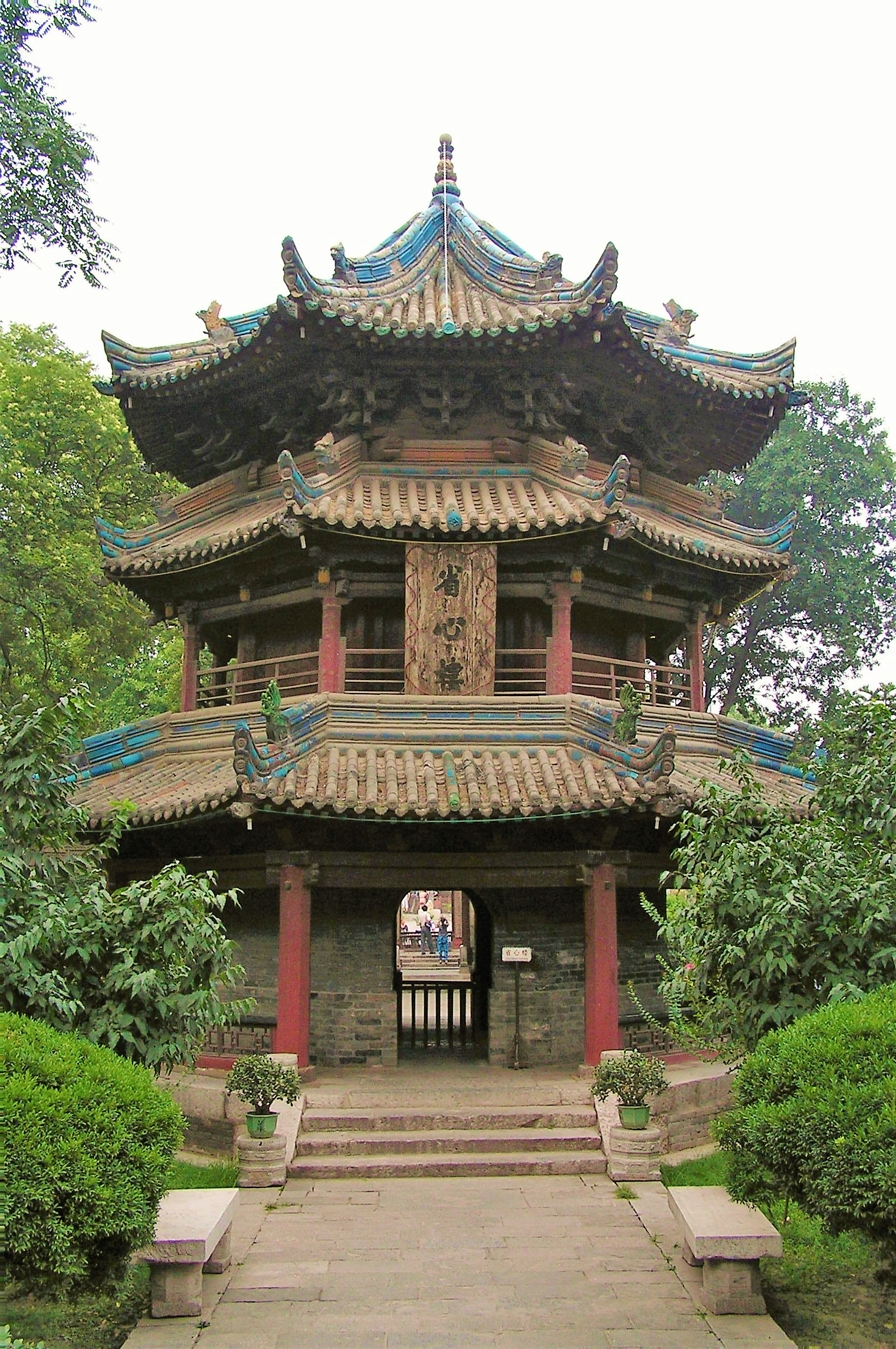
“Esaminando la Torre del Cuore” nel terzo cortile
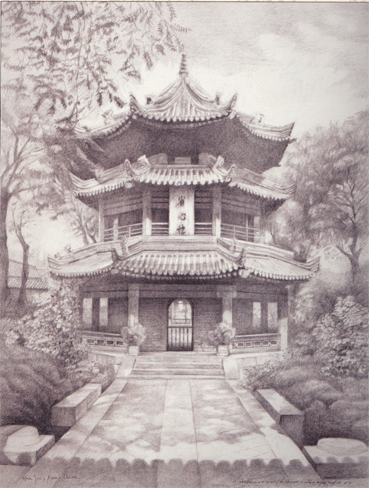
Disegno in grafite di Wahbi Al-Hariri della Grande Moschea di Xi'an
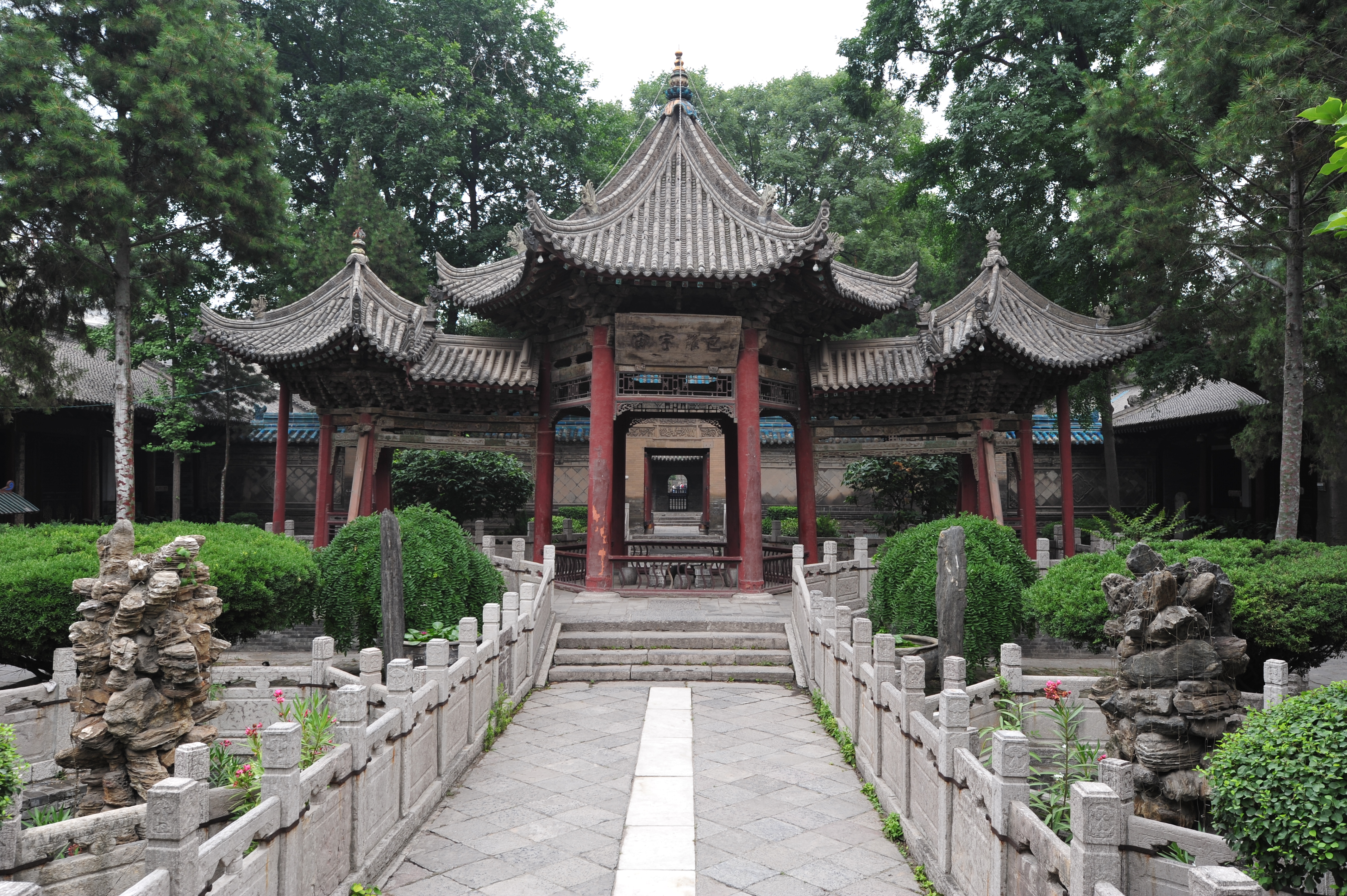
Padiglione della Fenice nel quarto cortile
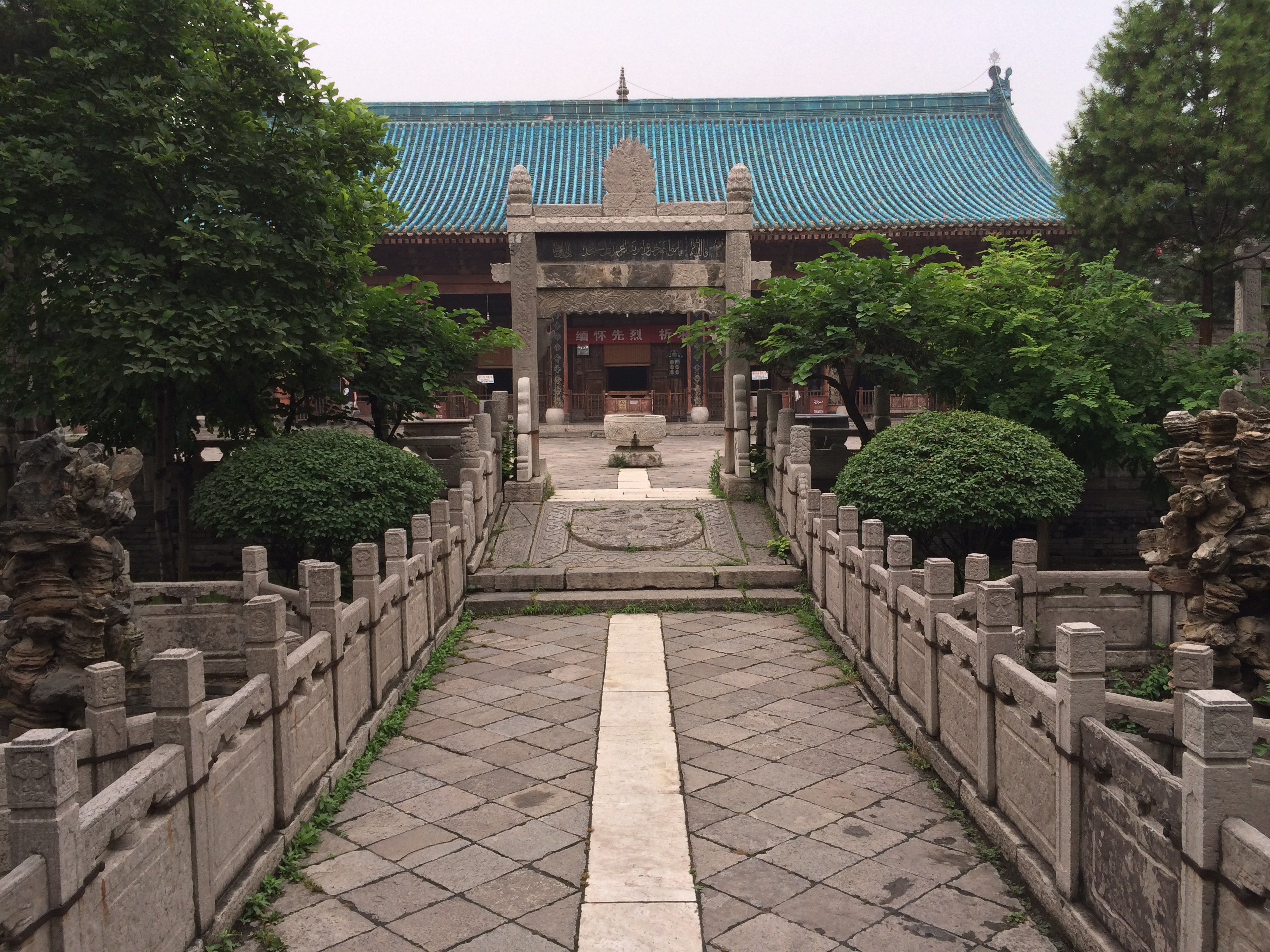
Di fronte alla sala della preghiera della Grande Moschea di Xi'an, nel quarto cortile
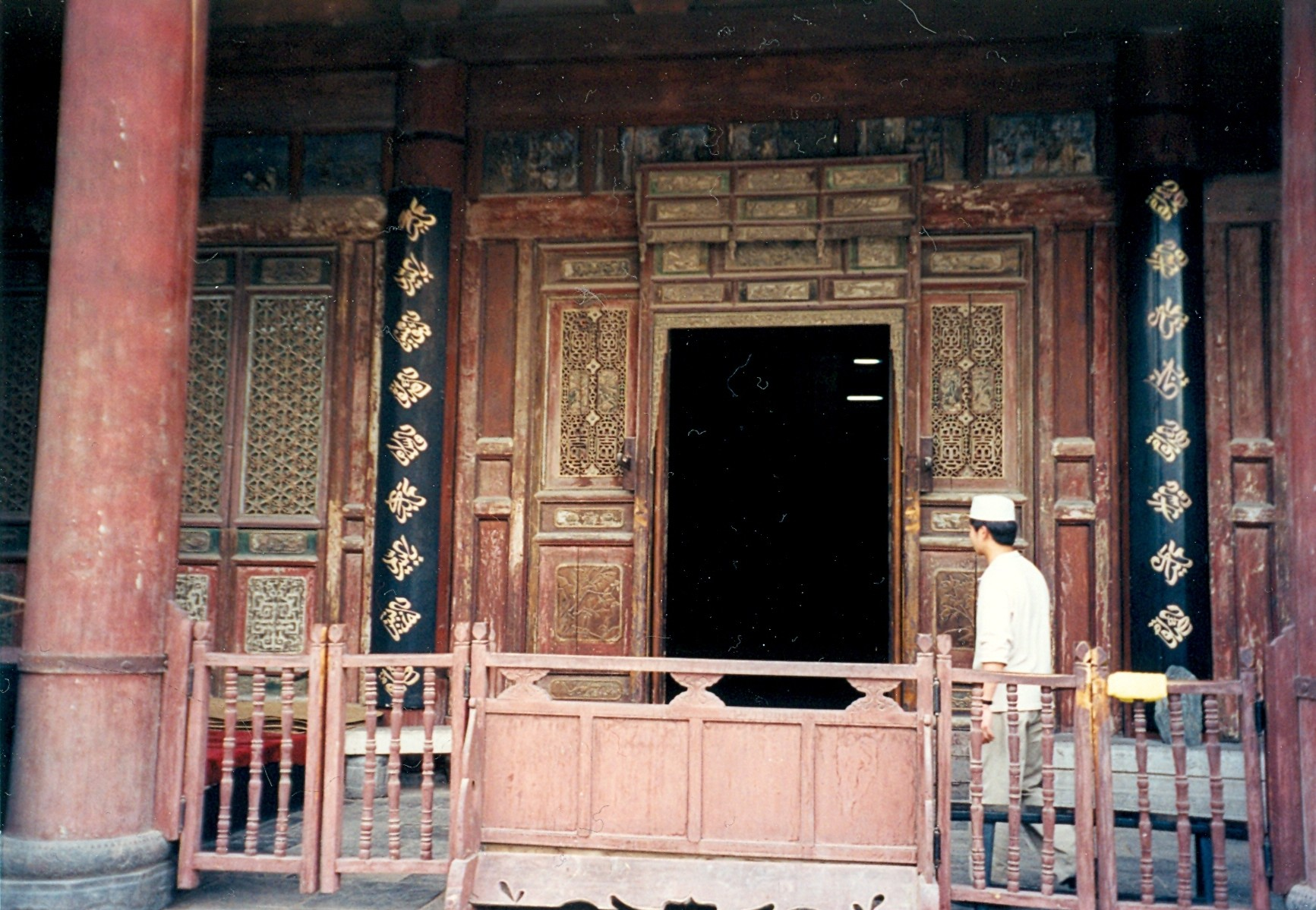
Entrata nella sala della preghiera
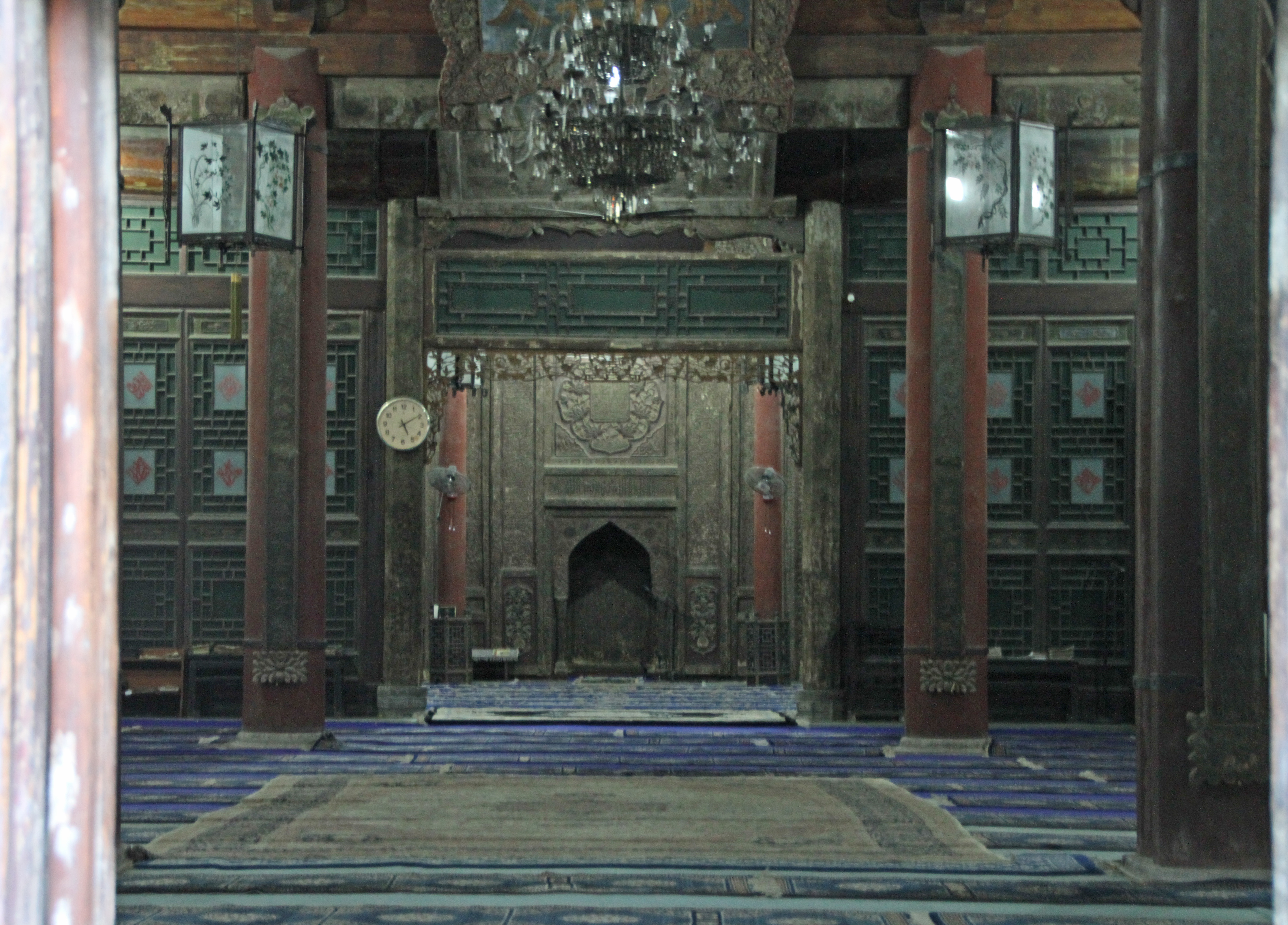
Sala della preghiera principale
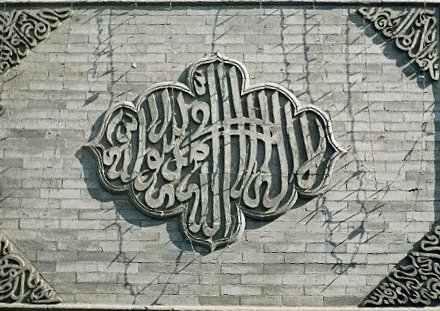
Calligrafia su una targa nella Grande Moschea di Xi'an